# Parafia św. Jacka w Kętrzynie

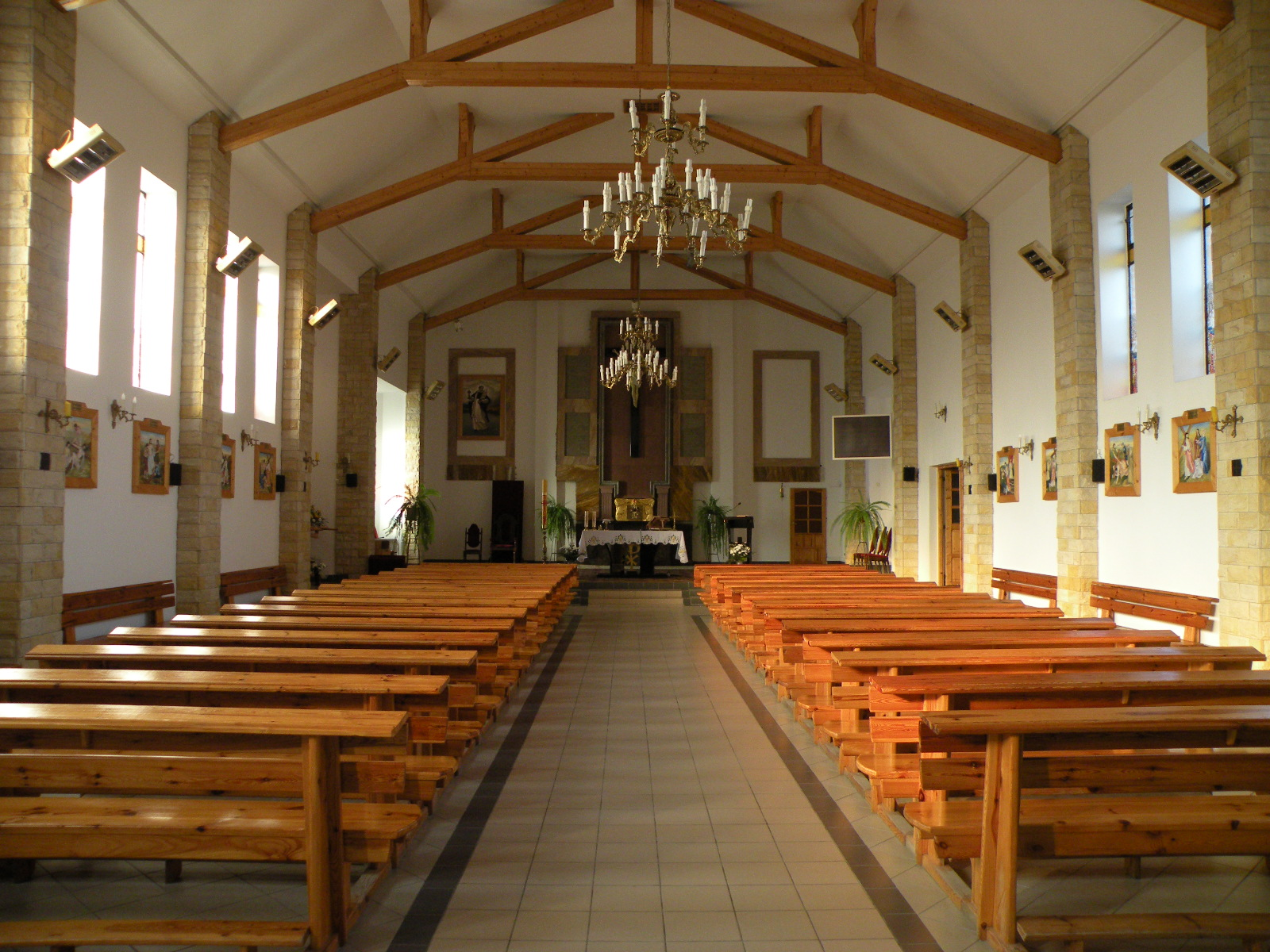
wnętrze

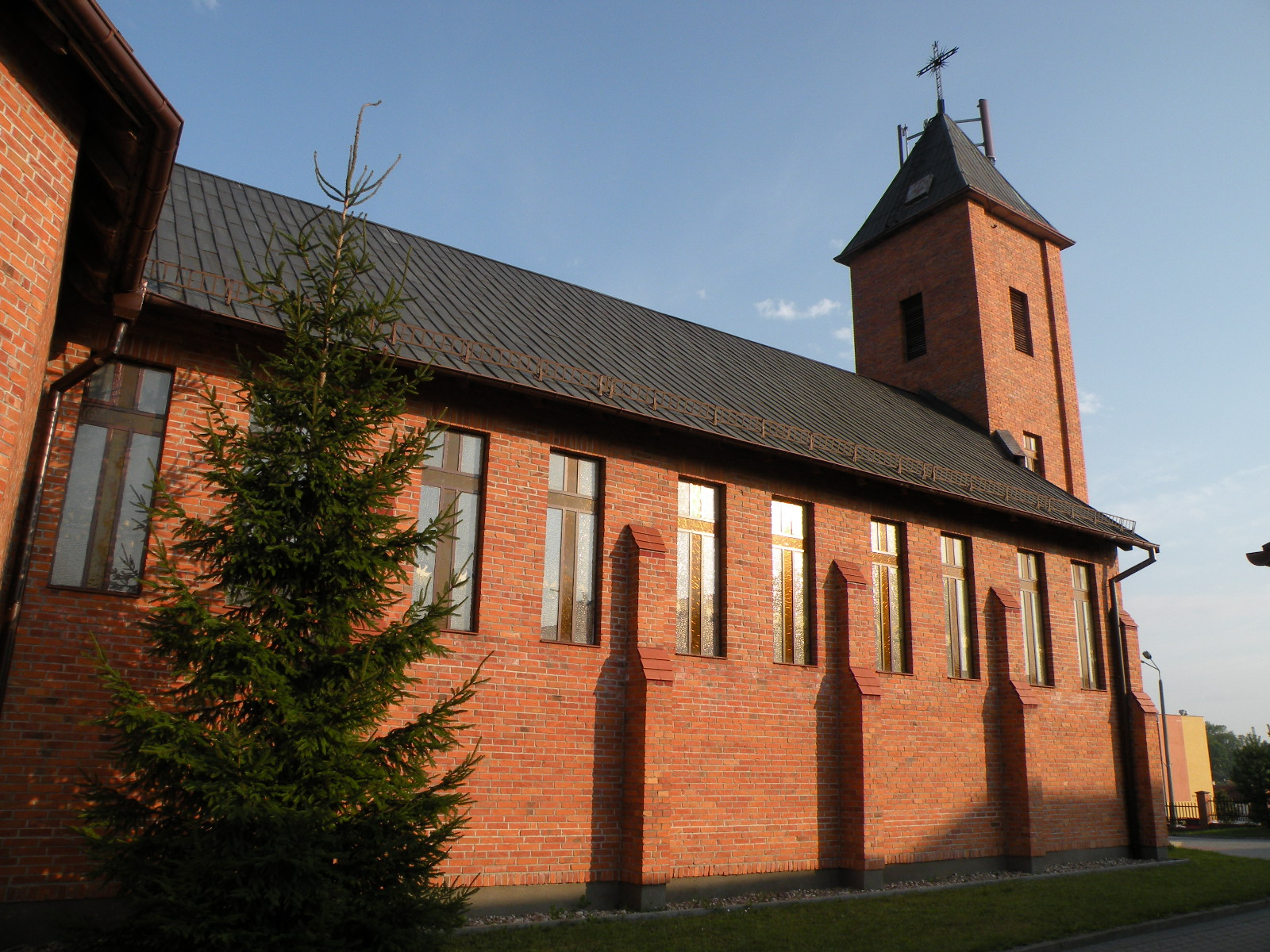
elewacja

Parafia św. Jacka w Kętrzynie – rzymskokatolicka parafia w Kętrzynie, należącym do archidiecezji warmińskiej i dekanatu Kętrzyn. 
Parafia została utworzona 1 lipca 1993. Kościół parafialny jest budowlą nowoczesną wybudowaną w pierwszych latach XXI wieku. Mieści się przy ulicy Poznańskiej 23a.